# Lysbro Skov
Lysbro Skov er 153,5 hektar stor bynær skov ved Silkeborg, beliggende op til
den vestlige del af Silkeborgs bymidte.
Skoven består af tre områder, adskilt af den nord-sydgående Ringvej og den øst-vest gående forlængelse af Vestergade.

## Skovområder
De tre skovområder er:
- Odden, der rækker ud i Silkeborg Langsø, med en fodgængerbro fra 1902, til bymidten nær spidsen mod øst
- Lysbrodelen, der ligger vest for ringvejen langs Silkeborg Langsø ud mod Lysbro. Her var tidligere lergrave til teglværkerne i Lysbro [1]
- Pøtsøskoven der ligger syd for den gamle Herningvej ned til Ørnsø og består af store lavtliggende skovarealer, med den lille Pøtsø liggende i midten. Denne del er en del af Natura 2000-område nr. 57 Silkeborgskovene.

Lysbro Skov med Odden ligger på en moræne-ø omgivet af tunneldale på alle sider, og den højeste del af skoven ligger omkring 40 moh. medens vandspejlet på de omgivende søer ligger omkring 20 moh. Ved vestenden af Kalgårdsvig ligger det 38 meter høje udsigtspunkt Fruens bænk .
I Lysbro Skov findes i alt 67,9 ha (33,8 ha hvis man fraregner sødelene) med § 3-beskyttede naturtyper, der dog helt overvejende udgøres af de dele af Silkeborg Langsø og Ørnsø, som omkranser skoven. I selve skoven findes 6,6 ha mose, hvoraf det meste er bevokset med birk og el, 0,7 ha sø og 0,2 ha vandløb. Der er udlagt 31,6 ha under Naturskovsstrategien.
Lysbro Skov ved Ørnsø er udlagt som hundeskov, men er ikke indhegnet.